# Chuhei Nambu
Chuhei Nambu (Japans: 南部 忠平, Nanbu Chūhei) (Sapporo, 27 mei 1904 - Osaka, 23 juli 1997) was een Japanse atleet, die gespecialiseerd was in het verspringen en het hink-stap-springen. Hij is de enige atleet die op beide onderdelen het wereldrecord in handen heeft gehad.

## Biografie

### Eerste optreden op Olympische Spelen
Over de jeugd van Chuhei Nambu is niets bekend. Zijn eerste succes behaalde hij midden jaren twintig van de 20e eeuw in Japan. Op de Olympische Spelen van 1928 in Amsterdam nam hij op drie onderdelen deel, maar kon hierbij geen medailles halen. Zijn beste klassering was een vierde plaats bij het hink-stap-springen, waarbij zijn landgenoot Mikio Oda het goud won. Bij het verspringen werd hij negende en als lid van de Japanse 4 x 100 m estafetteploeg werd hij in de series geëlimineerd.

### Wereldrecords en olympisch goud
Zijn doorbraak tot de wereldtop maakte Nambu in 1931. Na meerdere malen een Japans record verbeterd te hebben bij het verspringen, lukte het dat jaar het wereldrecord te verbeteren tot 7,98 m. Op de Olympische Spelen van 1932 in Los Angeles was hij favoriet op beide springonderdelen. Bij het verspringen kon hij die rol niet waarmaken en kwam hij niet verder dan een bronzen medaille achter de Amerikanen Ed Gordon (goud) en Lambert Redd (zilver). De nederlaag zat hem dusdanig dwars, dat hij een paar dagen later extra gemotiveerd aan het hink-stap-springen begon. En met succes. Niet alleen veroverde hij nu wel de gouden medaille, maar hij deed dit bovendien met een recordsprong. In de finale kwam hij in zijn tweede poging tot 15,72, een verbetering van het bestaande wereldrecord van zijn landgenoot Oda met veertien centimeter. Hij versloeg de Zweed Erik Svensson (zilver met 15,32) en zijn landgenoot Kenkichi Oshima (brons met 15,12).
Zijn twee wereldrecords hielden tot 1935 stand, toen respectievelijk Jesse Owens (verspringen) en Jack Metcalfe (hink-stap-springen) ze verbeterden.

### Als bondscoach opnieuw aanwezig op OS
Na zijn sportcarrière werkte Nambu als sportjournalist voor de Mainichi Shimbun. Ook werd hij trainer van de Japanse atletiekbond en was bondscoach van de Japanse olympische equipe op de Olympische Spelen van 1964 in Tokio. In 1992 werd hij voor zijn sportieve diensten onderscheiden door het Internationaal Olympisch Comité.
Nambu overleed op 93-jarige leeftijd in Osaka aan een longontsteking.

## Titels
- Olympisch kampioen hink-stap-springen - 1932

## Persoonlijke records
| Onderdeel          | Prestatie              | Datum           | Plaats      |
| ------------------ | ---------------------- | --------------- | ----------- |
| 100 m              | 10,5 s                 | 1933            |             |
| verspringen        | 7,98 m (ex-WR)         | 27 oktober 1931 | Tokio       |
| hink-stap-springen | 15,72 m (ex-WR; ex-OR) | 4 augustus 1932 | Los Angeles |

## Palmares

### hink-stap-springen
- 1928: 4e OS - 15,01 m
- 1932:  OS - 15,72 m (WR)

### verspringen
- 1928: 9e in kwal. OS - 7,25 m
- 1932:  OS - 7,45 m

### 4 x 100 m estafette
- 1932: 5e OS - 41,3 s

1896: James Connolly ·
1900: Meyer Prinstein ·
1904: Meyer Prinstein ·
1908: Tim Ahearne ·
1912: Gustaf Lindblom ·
1920: Vilho Tuulos ·
1924: Nick Winter ·
1928: Mikio Oda ·
1932: Chuhei Nambu ·
1936: Naoto Tajima ·
1948: Arne Åhman ·
1952: Adhemar da Silva ·
1956: Adhemar da Silva ·
1960: Józef Szmidt ·
1964: Józef Szmidt ·
1968: Viktor Sanjejev ·
1972: Viktor Sanjejev ·
1976: Viktor Sanjejev ·
1980: Jaak Uudmäe ·
1984: Al Joyner ·
1988: Christo Markov ·
1992: Mike Conley ·
1996: Kenny Harrison ·
2000: Jonathan Edwards ·
2004: Christian Olsson ·
2008: Nelson Évora ·
2012: Christian Taylor ·
2016: Christian Taylor ·
2020: Pedro Pablo Pichardo ·
2024: Jordan Díaz
- CiNii: DA02746285
- World Athletics: 14352380
- International Standard Name Identifier: 0000 0000 8476 5713
- Library of Congress Control Number: n88173245
- Bibliotheek van het Japanse parlement: 00053828
- Virtual International Authority File: 115483094
- WorldCat: E39PBJpjhYr97bKHmmxh7Bk7HC